# Horcajo Medianero
Horcajo Medianero es un municipio y localidad española de la provincia de Salamanca, en la comunidad autónoma de Castilla y León. Se integra dentro de la comarca de la Tierra de Alba. Pertenece al partido judicial de Salamanca y a la mancomunidad Aguas de Sta. Teresa y Alto Tormes.
Además del propio Horcajo Medianero, su municipio está formado por los núcleos de población de Padiernos, Sanchopedro de Arriba, Sanchopedro de Abajo, Valdejimena y Valverde de Gonzaliáñez, los dos primeros despoblados. Ocupa una superficie total de 53,37 km² y tiene una población de 205 habitantes (INE 2024).

## Historia
Al igual que las localidades vecinas de Chagarcía Medianero y Carpio Medianero toma la denominación Medianero por situarse en la mediana (frontera histórica) entre los reinos de León y de Castilla, formando parte del primero como parte del alfoz de Alba de Tormes, siendo denominado Forcajo según la documentación del siglo XIII. Con la creación de las actuales provincias en 1833, quedó encuadrado en la provincia de Salamanca, dentro de la Región Leonesa.

## Geografía humana

### Demografía
Cuenta con una población de 205 habitantes (INE 2024).
| Gráfica de evolución demográfica de Horcajo Medianero entre 1842 y 2021                                               |
| |
| Población de derecho según los censos de población del INE. Población de hecho según los censos de población del INE. |

### Núcleos de población
El municipio se divide en varios núcleos de población, que poseían la siguiente población en 2015 según el INE.
| Núcleo de población     | Población |
| ----------------------- | --------- |
| Horcajo Medianero       | 165       |
| Valverde de Gonzaliáñez | 46        |
| Sanchopedro de Abajo    | 6         |
| Valdejimena             | 1         |
| Padiernos               | 0         |
| Sanchopedro de Arriba   | 0         |

## Administración y política
| Partido político                              | 2019  | 2019  | 2019       | 2015  | 2015  | 2015       | 2011  | 2011  | 2011       | 2007  | 2007  | 2007       | 2003  | 2003  | 2003       |
| Partido político                              | %     | Votos | Concejales | %     | Votos | Concejales | %     | Votos | Concejales | %     | Votos | Concejales | %     | Votos | Concejales |
| Partido Socialista Obrero Español (PSOE)      | 63,98 | 119   | 4          | 54,02 | 94    | 4          | 57,28 | 118   | 4          | 55,60 | 139   | 4          | 10,41 | 28    | 0          |
| Partido Popular (PP)                          | 32,80 | 61    | 1          | 37,93 | 66    | 1          | 41,26 | 85    | 3          | 34,40 | 86    | 3          | 20,45 | 55    | 1          |
| Unidad Regionalista de Castilla y León (URCL) | —     | —     | —          | —     | —     | —          | —     | —     | —          | 6,80  | 17    | 0          | 54,28 | 146   | 5          |
| Unión del Pueblo Salmantino (UPSa)            | —     | —     | —          | —     | —     | —          | —     | —     | —          | 1,60  | 4     | 0          | 14,87 | 40    | 1          |